# Мэсси, Майкл (футболист)
Майкл Мэсси (англ. Michael Massey; 10 мая 2005) — багамский футболист, полузащитник сборной Багамских островов.

## Карьера в сборной
Дебютировал за сборную Багамских островов 26 марта 2022 года в товарищеском матче против сборной Сен-Мартена (0:2). В июне того же года сыграл в трёх матчах Лиги наций КОНКАКАФ.
| Матчи Майкла Мэсси за сборную Багамских островов | Матчи Майкла Мэсси за сборную Багамских островов | Матчи Майкла Мэсси за сборную Багамских островов | Матчи Майкла Мэсси за сборную Багамских островов | Матчи Майкла Мэсси за сборную Багамских островов | Матчи Майкла Мэсси за сборную Багамских островов | Матчи Майкла Мэсси за сборную Багамских островов |
| №                                                | Дата                                             | Оппонент                                         | Счёт                                             | Голы                                             | Турнир                                           |                                                  |
| ------------------------------------------------ | ------------------------------------------------ | ------------------------------------------------ | ------------------------------------------------ | ------------------------------------------------ | ------------------------------------------------ | ------------------------------------------------ |
| 1                                                | 26 марта 2022                                    | Сен-Мартен                                       | 0:2                                              | —                                                | товарищеский матч                                |                                                  |
| 2                                                | 14 мая 2022                                      | Теркс и Кайкос                                   | 1:2                                              | —                                                | товарищеский матч                                |                                                  |
| 3                                                | 6 июня 2022                                      | Тринидад и Тобаго                                | 0:1                                              | —                                                | Лиги наций КОНКАКАФ (В)                          |                                                  |
| 4                                                | 10 июня 2022                                     | Никарагуа                                        | 0:2                                              | —                                                | Лига наций КОНКАКАФ (В)                          |                                                  |
| 5                                                | 13 июня 2022                                     | Никарагуа                                        | 0:4                                              | —                                                | Лига наций КОНКАКАФ (В)                          |                                                  |
| 6                                                | 3 марта 2023                                     | Теркс и Кайкос                                   | 1:2                                              | —                                                | товарищеский матч                                |                                                  |

Итого: 6 матчей / 0 побед, 0 ничьих, 6 поражений